# Aleucosia fulvipes
Aleucosia fulvipes är en tvåvingeart som först beskrevs av Jacques-Marie-Frangile Bigot 1892.  Aleucosia fulvipes ingår i släktet Aleucosia och familjen svävflugor. Inga underarter finns listade i Catalogue of Life.